# Omolicna cubana
Omolicna cubana är en insektsart som först beskrevs av Myers 1926.  Omolicna cubana ingår i släktet Omolicna och familjen Derbidae. Inga underarter finns listade i Catalogue of Life.